# Hermann Stiller
Hermann Stiller (* 29. November 1850 in Gostyn; † 1931) war ein deutscher Architekt und Direktor der Düsseldorfer Kunstgewerbeschule.

## Leben
Hermann Stiller studierte an der Berliner Bauakademie und war dort u. a. Schüler von Friedrich Adler. Er erhielt 1875 den Staatspreis der Akademie – vermutlich für seinen „Entwurf zu einer Kunst-Academie“. Die damit verbundene Prämie nutzte er für eine 1876/77 unternommene Studienreise nach Italien. Zwischen 1878 und 1880 arbeitete er unter Wilhelm von Mörner an Planung und Ausführung des Neubaus für das Reichsjustizamt in Berlin, Voßstraße 4/5, mit.

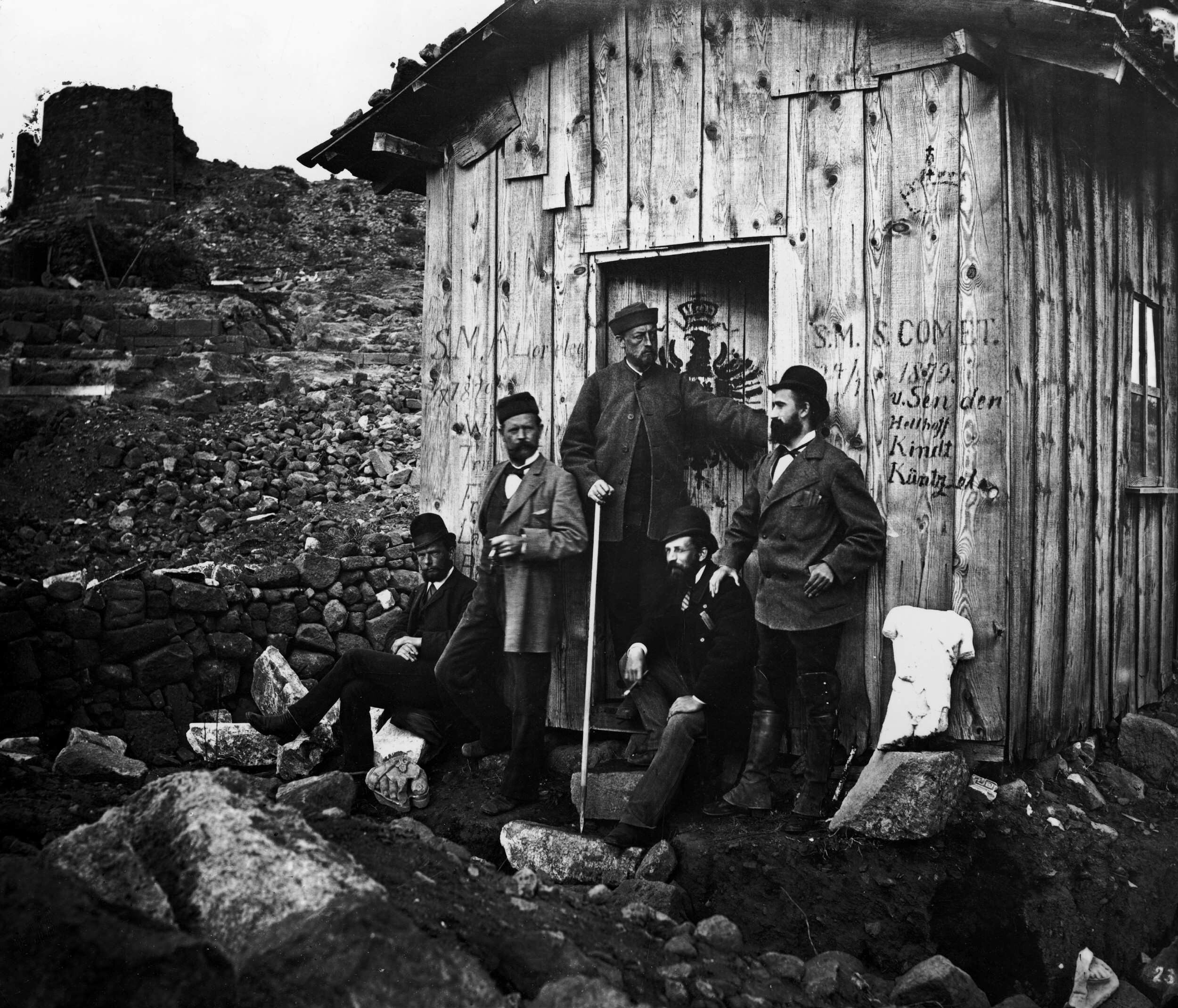
Pergamon 1879 (v.l.): Otto Raschdorff, Carl Humann, Alexander Conze, Hermann Stiller und Richard Bohn vor der Grabungshütte auf dem Burgberg

Anschließend nahm er an den Aufnahmen der Ausgrabungen in Pergamon teil, wobei er das Trajaneum bearbeitete.
1882 wurde er Direktor der Gewerblichen Zeichenschule Kassel, von 1884 bis 1903 war er erster Direktor der neu gegründeten Kunstgewerbeschule Düsseldorf. Danach ließ er sich als selbständiger Architekt in Köln nieder.
Stiller war Mitglied des Düsseldorfer Architekten- und Ingenieur-Vereins, wo er 1893 als Vorsitzender und zeitweise als stellvertretender Vorsitzender amtierte. Nach seiner Übersiedlung nach Köln wechselte er in den dort ansässigen Architekten und Ingenieur-Verein für Niederrhein und Westfalen. Er wurde Mitglied im Bund Deutscher Architekten (BDA), die Ortsgruppe Köln des BDA ernannte ihn später zum Ehrenmitglied.
Hermann Stiller war verheiratet mit Erminia, einer Tochter des Florenzer Unternehmers Hermann (Ermanno) Bumiller. Die gemeinsame Tochter Maria heiratete den Komponisten und Dirigenten Rudolf Siegel und war die Mutter des Komponisten Ralph Maria Siegel.

## Werk
Bauten und Entwürfe
Zu seinen Bauten gehören diverse Gebäude für Reichsbank-Niederlassungen, vor allem in der Rheinprovinz:
- 1892–1894: Reichsbank-Stelle Düsseldorf, Heinrich-Heine-Allee 8/9
- 1896–1897: Reichsbank-Stelle Mülheim (Ruhr), Kaiserstraße 20
- 1897: Reichsbank-Stelle Duisburg, Düsseldorfer Straße 21[9]
- 1900–1902: Reichsbank-Nebenstelle Uerdingen, Niederstraße 24
- 1902–1904: Reichsbank-Nebenstelle Barmen, Neuer Weg 594/596
- 1903–1905: Reichsbank-Nebenstelle Viersen, Poststraße 8[10]
- 1904–1906: Reichsbank-Stelle Krefeld, Friedrichsplatz 20
- 1905–1907: Reichsbank-Nebenstelle Rüdesheim, Geisenheimer Straße 17
- 1908–1910: Reichsbank-Nebenstelle Kleve, Klosterstraße 12/14
- 1909–1910: Reichsbank-Nebenstelle Moers, Landwehrstraße 6
- 1910–1911: Reichsbank-Nebenstelle Mettmann, Bahnstraße 55

Über die Tätigkeit für die Reichsbank hinaus sind bislang vor allem weitere Bankgebäude von Stiller bekannt.
- 1895: Wettbewerbsentwurf für die Ruhmeshalle in Barmen (Motto „Hya Berge romeryke“, prämiert mit einem 3. Preis)
- 1900: Bankgebäude für die Bergisch-Märkische Bank AG in Duisburg, Claubergstraße 11[11]
- 1901–1902: Bankgebäude für die Bergisch-Märkische Bank AG in Krefeld, Ostwall 131–135 (heute Deutsche Bank)[12][13]
- 1910–1912: Bankgebäude für die Kreissparkasse Moers, Goethestraße (gemeinsam mit Hermann Eberhard Pflaume)[14]

Schriften
- Der Augustus Tempel. In: Alexander Conze (Hrsg.): Die Ergebnisse der Ausgrabungen zu Pergamon. Weidmannsche Buchhandlung, Berlin 1880, S. 87–95 (Textarchiv – Internet Archive).
- Das Traianeum. (= Altertümer von Pergamon. Band 5, 2). de Gruyter, Berlin 1895 (Digitalisat).